# 가미우라역
가미우라역(일본어: 上浦駅)은 일본 후쿠오카현 아사쿠라시에 위치한 서일본 철도 아마기 선의 역이다.

## 역사
- 1921년 12월 8일: 미쓰이 전기궤도의 역으로 영업 개시.
- 1924년 6월 30일: 회사의 합병으로 본 회사의 역이 됨.
- 1942년
  - 9월 19일: 규슈 전기궤도에 합병되어 본 회사의 역이 됨.
  - 9월 22일: 규슈 전기궤도가 서일본 철도로 회사명 변경.
  - 1989년 10월 1일: 무인화.
- 2008년 5월 18일: IC카드 nimoca의 사용 개시에 따라 IC카드 간이 개찰기가 설치됨.
- 2017년 2월 1일: 역 번호 도입.

## 역 구조
단선 승강장 1면 1선의 지상역으로 무인역이다.

### 승강장
| 1 | ■ 아마기 선 | 마다 방면 아마기 행               |
| 1 | ■ 아마기 선 | 미야노진・하나바타케・오무타 방면 |

## 역 주변
주변에는 논밭이 확산되어 있다.
- 오이타 자동차도
- 아마기후타바 유치원
- 국도 제322호선

## 인접역
| 서일본 철도 ■ 아마기 선 | 서일본 철도 ■ 아마기 선 | 서일본 철도 ■ 아마기 선 |
| ----------------------- | ----------------------- | ----------------------- |
| A04 혼고 미야노진 방면  |                         | 마다 A02 아마기 방면    |